# Clitenososia
Clitenososia là một chi bọ cánh cứng trong họ Chrysomelidae.
Chi này được Laboissiere miêu tả khoa học năm 1931.

## Các loài
Các loài trong chi này gồm:
- Clitenososia flava (Laboissiere, 1940)
- Clitenososia fulva (Laboissiere, 1922)
- Clitenososia maculicollis Laboissiere, 1931